# Jannie Houweling
Jhanna M. (Jannie) Houweling (Den Haag, 14 juli 1956) is een Nederlands actrice en presentatrice.

## Loopbaan
Houweling acteerde in onder andere Goede tijden, slechte tijden, Goudkust en Oppassen!!! Tussen 2001 en 2002 presenteerde zij afwisselend met Albert Verlinde het programma RTL Boulevard.
Houweling is sinds 1997 eigenares van de productiemaatschappij JMH Producties.

## Carrière

### Film
- De avonden (1989) Ouvreuse
- De Johnsons (1992) Verpleegster
- For My Baby (1997) Nurse
- De uitverkorene (2006) - Floor
- Süskind (2012) - Aus der Funtens hospita
- Een echte Vermeer (2016) - Gerda van Doorn

### Televisie
- Take Off - (1991)
- In de Vlaamsche pot - Restaurantgast en Liesbeth van Velten (1991 • 1993)
- Recht voor z'n raab (Laat geluk, 1992)
- Streetwise - Nanny (Double Take, Part Two, 1992)
- Goede tijden, slechte tijden - Alice de Boer (ook bekend als Lisette de Boer en Inge Berkhout) (1992-1993 • 1996 • 1997 • 1998)
- We zijn weer thuis - Elselien van de Wal (Kind van de rekening, 1993)
- Niemand de deur uit! - Wilma (Examenstress, 1993)
- Oppassen!!! - José Levenbach (De werkplek, 1994)
- Baantjer - Mevrouw de Jager (De Cock en de moord in de galerie, 1995)
- Oppassen!!! - Christiane Landon (1995-1997)
- Goudkust - Marie-Louise Zilverbergh (1996-1997)
- Oud Geld - Mevrouw Simons (1999)
- Flikken Maastricht - Rector (Gif, 2012)

### Presentatie
- RTL Boulevard (2001-2002)